# Ballistochorie
Ballistochorie (Grieks balloo = werpen ; chorous = verspreiden) is de verspreiding van de zaden of vruchten doordat deze actief door de plant worden weggeschoten. 
Deze strategie is onder andere terug te vinden bij de springkomkommer (Ecballium elaterium), viooltjes (Viola sp.), de reuzenbalsemien (Impatiens glandulifera) en Geranium